# Neuropatología
La neuropatología es la disciplina clínica y científica que estudia las enfermedades propias del sistema nervioso, especialmente a nivel tisular. Es una especialidad de la anatomía patológica muy ligada a la neurociencia y a la histología.

## Metodología
La neuropatología emplea técnicas de visualización de estructuras histológicas convencionales. El origen de la muestra sí que es peculiar: puede tratarse de una biopsia, para el caso de buscar un diagnóstico y tratar una enfermedad; o, dentro de una autopsia, donde la toma de la muestra y su procesamiento busca esclarecer la patología subyacente pero post-mortem.
La muestra a analizar se extrae del encéfalo: cerebro, cerebelo o médula, o bien de nervios específicos. Antes de proceder a un muestreo altamente invasivo, evidentemente se recurre a métodos de diagnosis por imagen, como la resonancia magnética nuclear o el escáner; si estas técnicas evidencian alguna anomalía, se procede a la extracción de un alícuota de dicha estructura anómala y se procesa.

### Histología

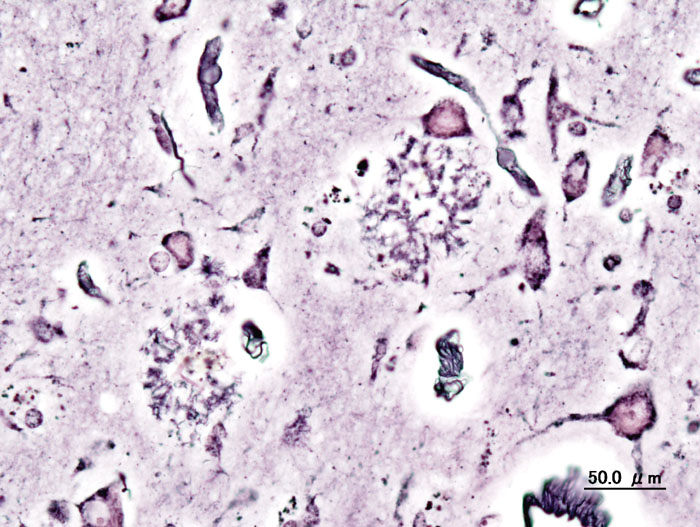
Impregnación argéntica de una biopsia de un paciente afectado de Alzheimer. Se observan placas seniles.

Para una visualización grosso modo se recurre al parafinado de la muestra y a su corte y tinción mediante protocolos rápidos y de baja complejidad, como mediante tinción de hematoxilina-eosina.
Para un diagnóstico rápido, por ejemplo simultáneo a una intervención de extirpación de una masa tumoral, se emplean procesos de fijación, inclusión y corte más rápidos aún: por ejemplo, el corte se realiza mediante criotomos. Es habitual procesar estas muestras mediante inmunofluorescencia directa empleando anticuerpos específicos contra marcadores de malignidad.
Tradicionalmente, se han empleado técnicas de impregnación de metales para contrastar las preparaciones para microscopía óptica. Las impregnaciones argénticas han sido especialmente precisas, como la de Golgi o Rio Hortega.

## Neuropatologías más comunes y su diagnóstico neuropatológico
Existen multitud de neuropatologías; no obstante, debido a su elevada incidencia en la población y a los continuos avances que se realizan en su investigación, podemos mencionar la relación de tres de ellas con los estudios neuropatológicos:
1. Mal de Alzheimer
2. Mal de Parkinson
3. Enfermedad de Creutzfeldt-Jakob

### Alzheimer
La enfermedad de Alzheimer es una enfermedad neurodegenerativa que se manifiesta como deterioro cognitivo y trastornos conductuales. Se caracteriza en su forma típica por una pérdida progresiva de la memoria y de otras capacidades mentales, a medida que las neuronas mueren y diferentes zonas del cerebro se atrofian.
Se diagnostica mediante pruebas conductuales, electroencefalografía y mediante procesamiento histológico de tejido extraído en autopsias.

### Parkinson
La enfermedad de Parkinson es una enfermedad neurodegenerativa que se produce por la pérdida de neuronas en la sustancia negra cerebral, lo que ocasiona problemas de coordinación motora.
En un laboratorio de neuropatología su diagnóstico entraña cierta dificultad: se emplean más bien en la diagnosis criterios motrices y tomografía por emisión de positrones como análisis de imagen.

### Creutzfeldt-Jakob

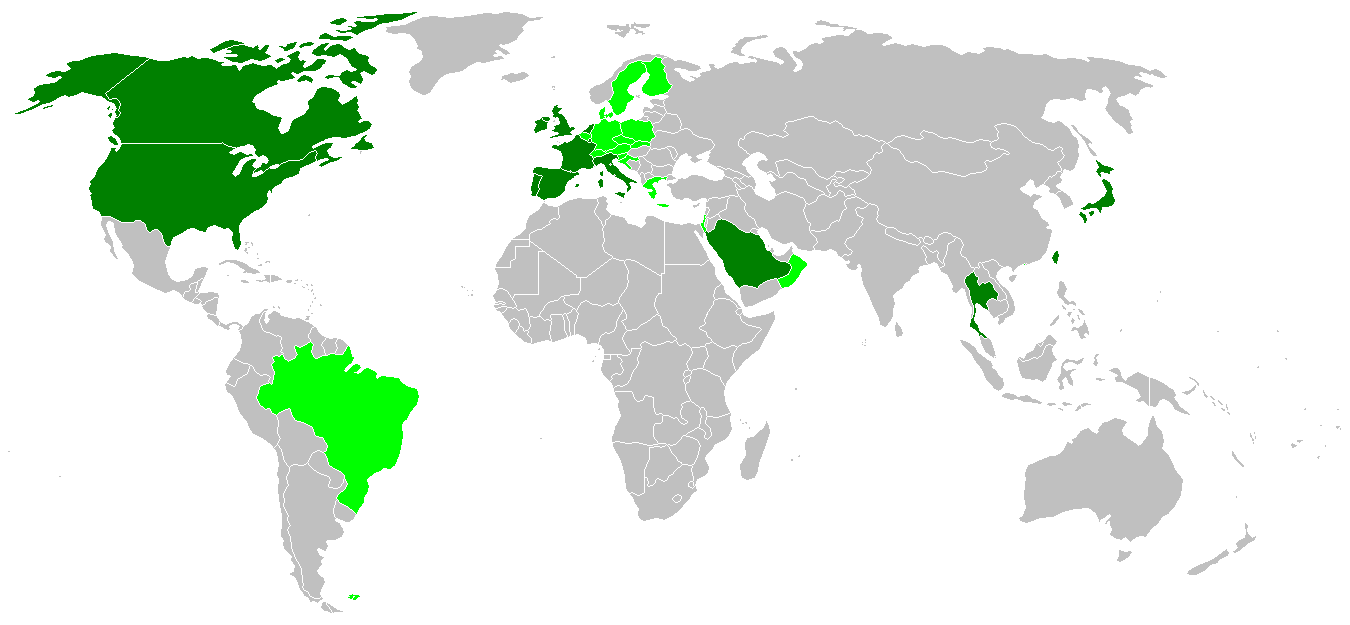
Mapa mundial de la enfermedad de Creutzfeldt-Jakob: en verde claro, presencia de encefalopatía espongiforme en bóvidos; en verde oscuro, casos de nvCJD confirmados en humanos.

La nueva variante de la enfermedad de Creutzfeldt-Jakob (nvCJD) es un mal neurológico con formas genéticas hereditarias y también contagiosas, producidas por una proteína llamada prion (PrP) que se pliega de forma anómala; dicha alteración en la conformación de la estructura de la PrP provoca la muerte neuronal y, por tanto la destrucción de masa encefálica, especialmente en el tálamo. Más adelante, la enfermedad cursa con proliferación glial. Ambos hechos proporcionan un aspecto espongiforme a los encéfalos afectados.
Para su diagnóstico se emplean técnicas de inmunohistoquímica con anticuerpos monoclonales específicos, o, en casos graves, simplemente tinciones de rutina. Se muestrea mediante biopsia de la corteza, núcleos basales o tálamo.

## Publicaciones científicas
La difusión del conocimiento científico en neuropatología se produce en varias revistas de impacto; un ejemplo es Neuropathology & Applied Neurobiology, dependiente de la Sociedad Británica de Neuropatología.